# Церковь Казанской иконы Божией Матери (Николо-Кропотки)
Церковь Казанской иконы Божией Матери (Казанская церковь) — недействующий православный храм в селе Николо-Кропотки Талдомского городского округа Московской области.
Находится в неудовлетворительном состоянии, являясь объектом культурного наследия России, памятник архитектуры регионального значения.

## История

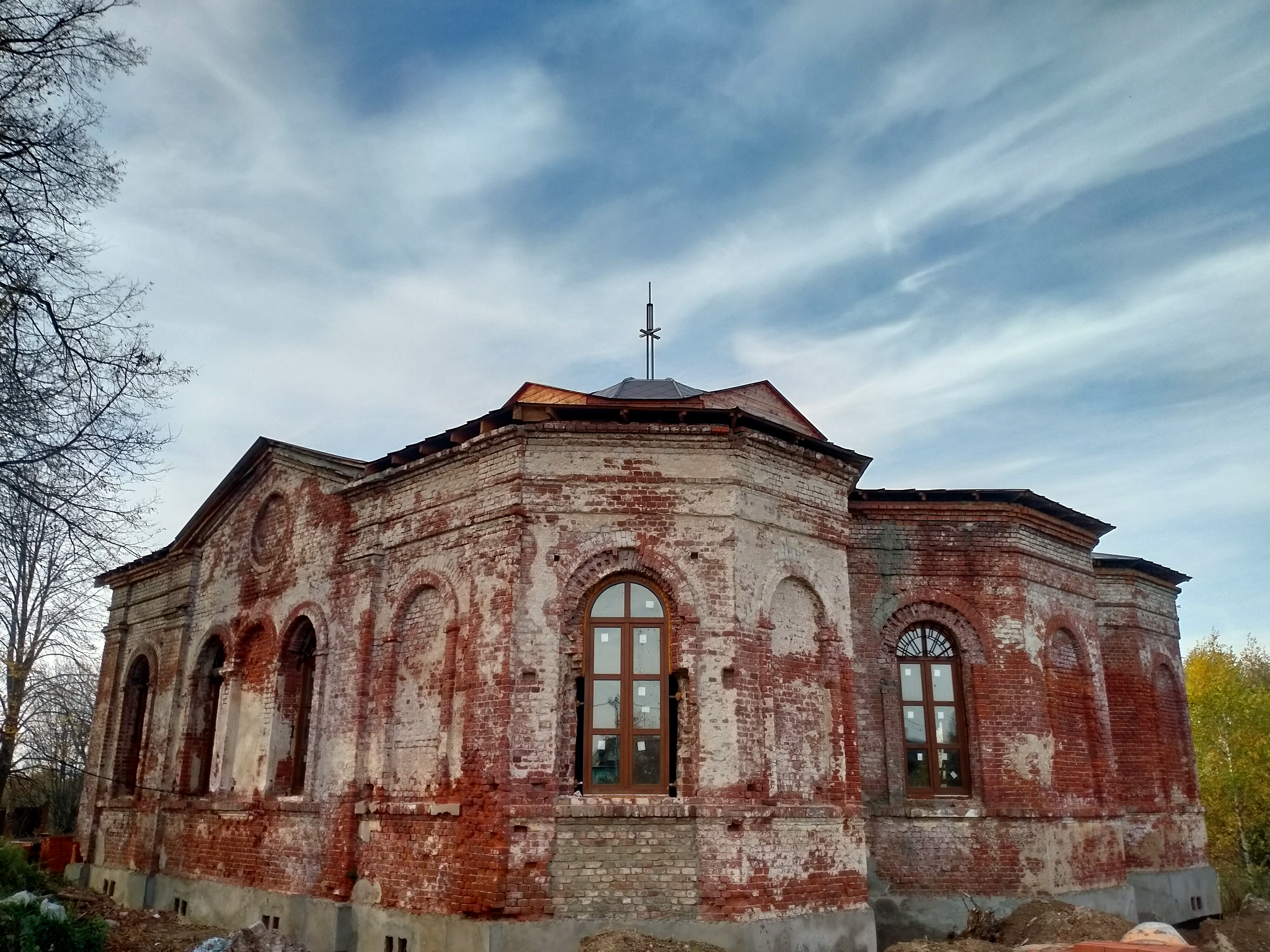
Церковь Казанской иконы с другой стороны

В Дмитровской писцовой книге 1628—1629 годов записано: «За стряпчим сытного двора за Афанасием да за братом его за Дмитрием Васильевыми детьми Собакина отца с. Дмитровское и в нём церковь Николы Чудотворца древяна клецки вверх». В клировой ведомости за 1789 год в селе указаны уже две церкви: Никольская 1670 года постройки и Казанской иконы Божией Матери постройки 1789 года. В конце пятидесятых годов XIX века деревянная церковь сгорела и на её месте было решено строить каменную. Сооружение храма началось в 1861 году на крестьянские деньги, и важным поводом для её постройки послужила отмена крепостного права. Существующая по настоящее время церковь была построена в 1863 году: главный престол её священ во имя Казанской иконы Божьей Матери, а два других — во имя святителя Николая и Обретения Главы Иоанна Предтечи.
Здание храма, созданное в русском стиле, представляет собой четырёхстолпный односветный четверик. Колокольня и венчание здания, которое предположительно было пятиглавным, утрачены. Пережив Октябрьскую революцию, храм был закрыт в советские 1930-е годы гонения на церковь. В 1939 году была полностью уничтожена вся его венчающая часть и разобрана ограда. После Великой Отечественной войны в храме находился колхозный склад. Затем он был закрыт, в заброшенном руинированном состоянии храм дошёл до наших дней.
До настоящего времени реставрационные работы не проводились, церковной общины при храме не зарегистрировано. Несмотря на это, у храма есть настоятель: сначала это был священник Владимир Иванович Фёдоров, его сменил священник Владимир Владимирович Шаров. Ежегодно в день празднования явления Казанской иконы Божией Матери возле Казанской церкви в селе Николо-Кропотки служится молебен.
Периодически добровольцы из числа местных жителей, активистов «Молодой гвардии» и представителей администраций Ермолинского сельского поселения и Талдомского района проводят на прилегающей к храму территории субботники, убирая мусор и срезая дикорастущий кустарник, в том числе и на здании храма. Благотворительным фондом Московской епархии по восстановлению порушенных святынь решается вопрос о ремонте здания храма.